# グレアム・スウィフト
グレアム・スウィフト（Graham Colin Swift FRSL, 1949年5月4日   – ）は、イギリス人小説家である。
ロンドンで生まれ、ケンブリッジ大学とヨーク大学で学んだ。
1996年にブッカー賞とジェイムズ・テイト・ブラック記念賞（フィクション部門）を受賞した。

## 受賞歴
- ブッカー賞　1996年 （Last Orders（『最後の注文』）に対して）
- ジェイムズ・テイト・ブラック記念賞フィクション部門　1996年 （Last Ordersに対して）

## 日本語訳された作品
- 『グレアム・スウィフト短編集』（米沢清寛編、南雲堂） 1990年
- 『この世界を逃れて』（高橋和久訳、白水社） 1992年
- 『ラスト・オーダー』（真野泰訳、中央公論新社） 1997年
『最後の注文』（真野泰訳、新潮社、新潮クレスト・ブックス） 2005年
- 『ウォーターランド』（真野泰訳、新潮社、新潮クレスト・ブックス） 2002年
- 『マザリング・サンデー』（真野泰訳、新潮社、新潮クレスト・ブックス） 2018年

## 著書

### 小説
- The Sweet-Shop Owner (1980)
- Shuttlecock (1982)
- Waterland（『ウォーターランド』） (1983)
- Out of This World（『この世界を逃れて』） (1988)
- Ever After (1992)
- en:Last Orders（『最後の注文』） (1996)
- The Light of Day (2003)
- Tomorrow (2007)
- Making an Elephant: Writing from Within (2009)
- Mothering Sunday (2016)

### 短編
- Learning to Swim (1982)
- Chemistry (2008)